# Ileana Popovici
Ileana Popovici (n. 13 mai 1946, Buturugeni, Giurgiu, România) este o actriță română și ilustrator muzical. Este fiica preotului Valentin Popovici și sora mai mică a actriței de teatru Magda Popovici.

## Carieră
Ileana Popovici este actriță de film, interpretă de muzică ușoară, jazz și bossa-nova. Ilustrator muzical, realizator și prezentator de emisiuni la posturile naționale de televiziune română. Și-a petrecut copilăria în comuna Buturugeni, județul Giurgiu. A urmat Liceul de Muzică nr. 1 din București, secția vioară și Liceul din Bolintin-Vale.
În 1964 a intrat la Conservatorul de Muzică „Ciprian Porumbescu” din București. Secția Pedagogie și Critică Muzicală. A debutat ca solist de muzică ușoară la Casa Studenților „Grigore Preoteasa” din București, împreună cu orchestra condusă de Marius Țeicu și Rolf Albrich. În 1968, a ieșit discul La la la la, cu piese moderne și cover-uri după piese italiene. A început colaborarea muzicală cu Richard Oschanitzky, realizând împreună multe imprimări radio, TV și muzică de film. Li s-a alăturat Puica Igiroșanu, rezultând astfel o bogată activitate muzicală. S-a apropiat de genul bossa-nova, pe care l-a abordat cu mult succes.
În 1971, a lansat, împreună cu Richard Oschanitzky, discul Richard Oschanitzky and His Group, cu muzică pop și elemente tradiționale. 
A debutat în filmul Zodia fecioarei (1967) de Manole Marcus.
În urma aparițiilor TV, Lucian Pintilie a distribuit-o în rolul Aurei, din filmul Reconstituirea (1968). După absolvirea studiilor la Conservator (1969), s-a angajat ca ilustrator muzical la Televiziunea Română. A realizat coloana sonoră pentru documentare la studioul Sahia, pentru Efemere de Dona Barta și pentru Comedia gamelor, un film pentru televiziune realizat de Andrei Brădeanu. A fost ilustrator muzical și în studiourile Buftea, pentru filme precum Nea Mărin miliardar, Revanșa, Pentru patrie, Filip cel bun, Reconstituirea.
În perioada 1984-1994 a fost membră a Federației Române de Gimnastică și a realizat ilustrația muzicală pentru exercițiile la sol ale echipei naționale de gimnastică artistică și ritmică. Pentru aceasta, a colaborat cu Aura Urziceanu, Gheorghe Zamfir, Dan Mândrilă. A realizat și prezentat matinalul Bună dimineața sau micul dejun, prima emisiune matinală la Televiziunea Română (până în 1998), apoi emisiunea Magazin duminical.
După pensionare (1998), a plecat în Italia, la Sanremo, dar a revenit cu statut de colaborator la TVR Internațional, realizând emisiuni din diaspora (Lumea și noi, Cu sufletul acasă) și transmisiuni de la Festivalul de la Sanremo „Della Canzone Italiana”. Trimite în fiecare an relatări ample despre acest festival pentru revista Actualitatea muzicală.
În iunie 2017 a fost lansată la Iași cartea Reconstituiri cu Ileana Popovici scrisă de către Radmila Popovici. Această carte a fost reeditată în cadrul Colecției Biblioteca Giurgiuveană și lansată la Giurgiu, în iulie 2022. Această carte prezintă un destin marcat de trauma provocată de ocuparea sovietică a Basarabiei. Ileana și familia sa s-au refugiat în România de două ori: în 1940, la prima cedare a Moldovei de Est, apoi în 1944, când s-au stabilit în Buturugeni, județul Giurgiu. O altă carte scrisă de Ileana Popovici este volumul omagial Veceslav Harnaj 1917-2017, publicat în 2017 la Editura Adenium și reeditat în 2023, în cadrul Colecției Biblioteca Giurgiuveană. Cartea prezintă viața lui Veceslav Harnaj, fondatorul apiculturii românești moderne și unchiul autoarei.
Marian Mocanu a publicat în presa din Italia mai multe articole despre Ileana Popovici.
Ileana Popovici a apărut ca invitată specială la Festivalul de film Serile Filmului Românesc de la Iași, precum și în diverse caravane ale filmului.
Pe 21 septembrie 2023, la Teatrul „Tudor Vianu” din Giurgiu, a avut loc inaugurarea Sălii „Ileana Popovici”, iar pe 26 aprilie 2025, Bibliotecii comunale din Buturugeni i-a fost atribuită denumirea „Ileana Popovici”.

## Implicarea în activități caritabile
Ileana Popovici ajută copii talentați din Basarabia care își doresc o carieră în România, să învețe în licee sau școli din România. În general, copiii de suflet ai Ilenei Popovici provin din satul Baimaclia, Republica Moldova, loc din care se trage unchiul actriței, profesorul Veaceslav Harnaj, „părintele apiculturii românești“. Unul dintre copiii susținuți de actrița română a făcut școala în sat până în clasa a șaptea, reușind mai apoi să intre la Facultatea de Arte Plastice de la Chișinău. În gimnaziul din Baimaclia, ce poartă numele lui Veceslav Harnaj, a contribuit la amenajarea unui minimuzeu dedicat acestuia, a unei săli cu computere conectate la rețeaua de internet, a donat literatură. Susține activitatea cercului „Tinerii apicultori”.
Face parte din societatea Femeile balcanice, creată de Dina Câmpeanu, care a venit la Paris împreună cu soțul său, Radu Câmpeanu. În cadrul acestei societăți, a realizat reportaje și interviuri, a organizat concursuri cu premii pentru elemente din folclorul și tradițiile din România, spectacole în scop caritabil la Sala Radio. A sprijinit modernizarea Secției de Hematologie a Spitalului Fundeni.

## Filmografie
- Zodia Fecioarei (1967)
- Game pentru televiziune (1968)
- Reconstituirea (1968)
- Prea mic pentru un război atît de mare (1970) – învățătoarea
- Parașutiștii (1973) – voce
- 100 de lei (1973) – Dora
- Filip cel bun (1975) – Angela
- Zile fierbinți (1975) – Corina
- Oaspeți de seară (1976) – Viorica
- Accident (1977) – Maria Antoniu
- Războiul Independenței (serial TV, 1977) – gornistul Ioana Ciucă
- Curcanii (1977), după piesa de teatru scrisă de Grigore Ventura
- Pentru patrie (1978) – gornistul Ioana Ciucă
- Mihail, cîine de circ (1979) – Villa Kennan
- Capcana mercenarilor (1981)
- Campioana (1991) – prof. Marcela Popovici[6]